# Ryan Furness
Ryan Christopher Furness, conegut simplement com a Ryan Furness   (Minneapolis, 1972), és un filòleg, professor universitari i empresari estatunidenc, reconegut com un dels majors especialistes en l'occità aranès.
Furness es llicencià en Filologia hispànica per la Universitat de Minnesota i es traslladà a Catalunya durant les primeries dels anys 1990, on cursà estudis de Filologia romànica a la Universitat de Barcelona (UB). Fou en aquell moment en què descobrí l'existència de l'occità de l'Aran com a llengua minoritària i minoritzada, fet que el dugué al seu primer contacte amb la llengua i amb l'occitanisme l'any 1997.
Amb tot el material que comprà en les seves consecutives visites a la Vall d'Aran, es veié en la necessitat de contrastar diversos mots amb el diccionari aranès-castellà-català-francès de Frederic Vergés Bartau, però, així i tot, hi trobà diverses mancances pel que feia a la seva llengua materna. Aquella situació el dugué a plantejar-se la necessitat de crear el primer diccionari bilingüe aranès-anglès. Després de proposar-ho al Consell General d'Aran, que n'acceptà la proposta, hi treballà en una de les seves oficines durant dos anys i l'obra fou publicada el 2006 per Pagès Editors, amb una tirada d'un miler d'exemplars i les equivalències en ambdós idiomes d'entre 12.000 i 13.000 paraules.
El seu diccionari aranès-anglès es considera la primera obra de lèxic bilingüe escrit en aranès normatiu de l'Institut d'Estudis Aranesos - Acadèmia Aranesa de la Llengua Occitana. Per bé que l'autor reconegué grans dificultats en la compleció de l'obra atesa la situació sociolingüística del territori occitanoparlant i la manca de documentació escrita, aquesta ha estat subjecta a posteriors estudis i crítiques pel que fa a les simetries entre ambdues parts del diccionari i també per la inclusió de barbarismes de l'oralitat.
Posteriorment, Furness tornà als EUA, atès que no pogué finalitzar el seu doctorat a la UB. Allà hi exercí com a professor de castellà al campus de Rochester de la Universitat de Minnesota i hi engegà una empresa emergent, NearestYou, centrada en la maximització de beneficis en la venda de begudes artesanals. Més tard, tornà puntualment a Catalunya per a realitzar-hi un nou doctorat a la Universitat de Lleida, també sobre llengües minoritàries. En el marc d'aquests estudis, es feu públic el 2022 que treballava en la nova actualització del diccionari bilingüe aranès-anglès, en aquesta edició amb una versió també digital, i possiblement en un diccionari de característiques similars entre l'aragonès i l'anglès.